# Circolo Canottieri Napoli
Pour les articles homonymes, voir CC Napoli.
Le Circolo Canottieri Napoli est un club omnisports italien, installé à Naples. Fondé en 1916, il a remporté plusieurs championnat d'Italie de water-polo des années 1950 à 1990, ainsi qu'une coupe d'Europe des clubs champions en 1978.

## Historique
Les sections du club comprennent l'aviron, le bridge, la natation sportive, le nautisme à voile et à moto, le tennis, le triathlon et le water-polo. Ses installations donnent sur la baie de Molosiglio tandis qu'une de ses deux piscines se trouve dans le quartier de Ponticelli.
L'équipe masculine de water-polo compte neuf titres nationaux entre 1951 et 1990. En 1978, elle gagne la coupe d'Europe des clubs champions. À la fin des années 2000, elle évolue en série A2 (2e division).
Elle dispute ses matches à la piscine Felice-Scandone.

## Palmarès water-polo masculin
- 1 coupe d'Europe des clubs champions : 1978.
- 8 titres de champion d'Italie : 1951, 1958, 1963, 1973, 1975, 1977, 1979, et 1990[2].
- 1 coupe d'Italie : 1970.